# Kali iodat
Kali iodat (công thức hóa học: KIO3) là một hợp chất gồm các ion K+ và IO3− theo tỷ lệ 1:1.

## Tính chất hóa học
Kali iodat là một chất oxy hóa mạnh và do đó nó có thể gây ra hỏa hoạn nếu tiếp xúc với vật liệu dễ cháy hoặc các chất khử. Nó có thể được điều chế bằng cách cho một base chứa kali như kali hydroxide với axit iodic:
HIO3 + KOH → KIO3 + H2O
Nó cũng có thể được điều chế bằng cách thêm iod vào một dung dịch kali hydroxide đặc nóng.
3I2 + 6KOH → KIO3 + 5KI + 3H2O
Hoặc bằng cách kết hợp kali iodide với kali clorat, bromat hoặc perchlorat, chất tan được chiết xuất bằng nước và kali iodat được phân lập từ dung dịch bằng cách kết tinh:
KI + KClO3 → KIO3 + KCl
Điều kiện/chất cần tránh bao gồm: nhiệt, sốc, ma sát, vật liệu dễ cháy, nhôm, hợp chất hữu cơ, cacbon, hydro peroxide và các muối sunfit.

## Ứng dụng
Kali iodat đôi khi được sử dụng cho việc bổ sung iod vào muối ăn để ngăn ngừa các bệnh do thiếu iod. Vì iodide có thể được oxy hóa thành iod bằng oxy phân tử trong điều kiện ẩm ướt, các công ty Hoa Kỳ thêm thiosunfat hoặc các chất chống oxy hóa khác vào kali iodide. Ở các nước khác, kali iodat được sử dụng như một nguồn Iod cho người ăn kiêng. Nó cũng là một thành phần trong một số sữa công thức cho trẻ em.
Giống như kali bromat, kali iodat thỉnh thoảng được sử dụng làm chất làm chín trong quá trình nướng bánh.

### Bảo vệ khỏi phóng xạ
Kali iodat có thể được sử dụng để bảo vệ chống lại sự tích tụ iod phóng xạ (có 37 đồng vị của iod (53I) được biết đến, từ 108I đến 144I, tất cả trải qua phân rã phóng xạ ngoại trừ 127I ổn định) chỉ có từ trong tuyến giáp bằng cách bão hòa cơ thể với một nguồn iod ổn định trước khi tiếp xúc với nguồn phòng xạ. Được chấp thuận bởi Tổ chức Y tế Thế giới về bảo vệ bức xạ, kali iodat (KIO3) là một chất thay thế cho kali iodide (KI), có thời hạn sử dụng thấp ở vùng khí hậu nóng ẩm. Vương quốc Anh, Singapore, Các Tiểu vương quốc Ả Rập thống nhất và các tiểu bang của Hoa Kỳ là Idaho và Utah được biết là trữ kali iodat dưới dạng viên nén. Chính phủ Ireland sau vụ tấn công ngày 11 tháng 9 đã ban hành viên nén kali iodat cho tất cả các hộ gia đình. Tuy nhiên, chất này không được Cục Quản lý Thực phẩm và Dược phẩm Hoa Kỳ (FDA) chấp thuận để sử dụng làm thuốc bảo vệ tuyến giáp và FDA đã thực hiện hành động chống lại các trang web của Hoa Kỳ quảng bá việc sử dụng này.
| Tuổi            | KI/mg | KIO3/mg |
| --------------- | ----- | ------- |
| Trên 12 tuổi    | 130   | 170     |
| 3–12 tuổi       | 65    | 85      |
| 1–36 tháng tuổi | 32    | 42      |
| < 1 tháng tuổi  | 16    | 21      |